# Francisco de Campos Barreto
Francisco de Campos Barreto (* 28. März 1877 in Campinas, Brasilien; † 22. August 1941) war ein brasilianischer Geistlicher und Bischof von Campinas.

## Leben
Francisco de Campos Barreto empfing am 22. Dezember 1900 durch den Bischof von São Paulo, Antônio Cândido Alvarenga, das Sakrament der Priesterweihe.
Am 12. Mai 1911 ernannte ihn Papst Pius X. zum ersten Bischof von Pelotas. Der Bischof von Campinas, João Batista Corrêa Néri, spendete ihm am 27. August desselben Jahres die Bischofsweihe; Mitkonsekratoren waren der Bischof von Pouso Alegre, Antônio Augusto de Assis, und der Weihbischof in São Sebastião do Rio de Janeiro, Sebastião Leme da Silveira Cintra. Die Amtseinführung fand am 22. Oktober 1911 statt.
Papst Benedikt XV. bestellte ihn am 30. Juli 1920 zum Bischof von Campinas. Die Amtseinführung erfolgte am 14. November desselben Jahres.